# Vidayanes
Vidayanes község Spanyolországban,  Zamora tartományban. Vidayanes Revellinos, San Agustín del Pozo, Barcial del Barco, Villanueva de Azoague és San Esteban del Molar községekkel határos. Lakosainak száma 76 fő (2024).

## Népesség
A település népessége az utóbbi években az alábbiak szerint változott:
| Lakosok száma | 113  | 103  | 97   | 92   | 97   | 93   | 94   | 85   | 82   | 76   |
|               | 2001 | 2004 | 2007 | 2009 | 2012 | 2014 | 2017 | 2019 | 2022 | 2024 |